# Самошников Ілля Андрійович
Ілля Самошников (рос. Ілья Самошников, нар. 14 листопада 1997, Москва, Росія) — російський футболіст, захисник московського «Локомотива».

## Клубна кар'єра
Ілля Самошников народився у Москві. Є вихованцем клубу «Пріаліт» з міста Реутов, у складі якого починав грати на аматорському рівні. У 2017 році Самошников підписав контракт з клубом Другої ліги — московським «Араратом». З яким виграв турнір ПФЛ у Другій лізі і підвищився до ФНЛ.
У 2018 році Самошников приєднався до клубу ФНЛ «Шинник» з Ярославля. Взимку футболіст залишив клуб і мав підписати однорічний контракт з «Оренбургом». Але в останню мить підписання контракту зірвалося і другу половину сезону футболіст провів без клубу. Пізніше РФС визнав контракт Самошникова з «Оренбургом» дійсним і зобов'язав клуб виплатити всі борги футболісту.
Сезон 2019/20 Самошников розпочав у іншому клубі ФНЛ — московському «Торпедо». Та вже у січні 2020 року він підписав контракт з клубом Прем'єр-ліги казанським «Рубіном». У червні захисник дебютував у складі нового клуба.

## Кар'єра в збірній
У березні 2021 року Ілля Самошников був викликаний тренерським штабом на відбіркові матчі національної збірної Росії до чемпіонату світу 2022 року. Але на поле Ілля так і не вийшов.

## Досягнення
Арарат (Москва)
- Переможець Першості ПФЛ (зона "Центр"): 2017/18